# Severinstraße (Köln)

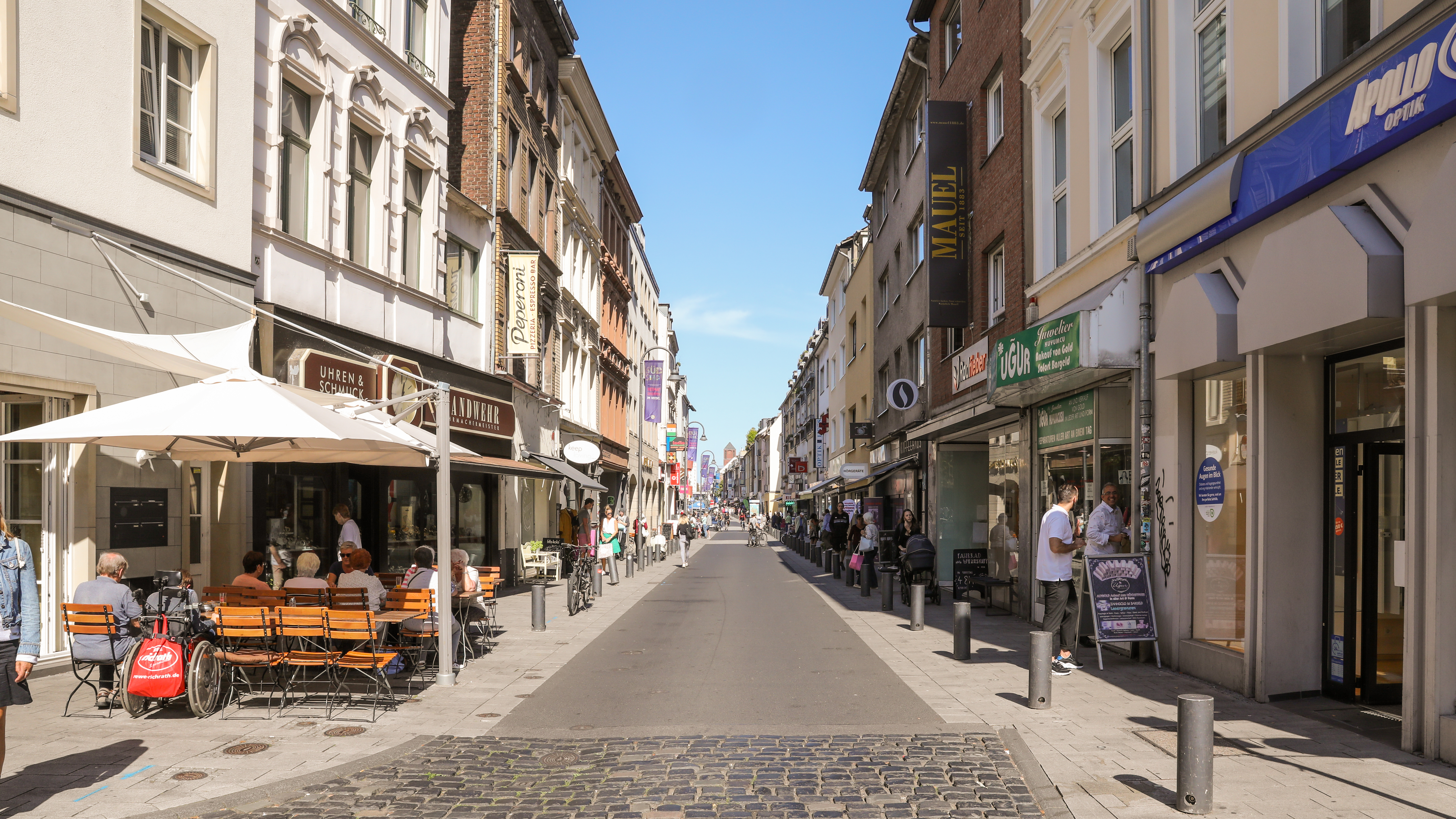
Severinstraße, Blickrichtung Norden

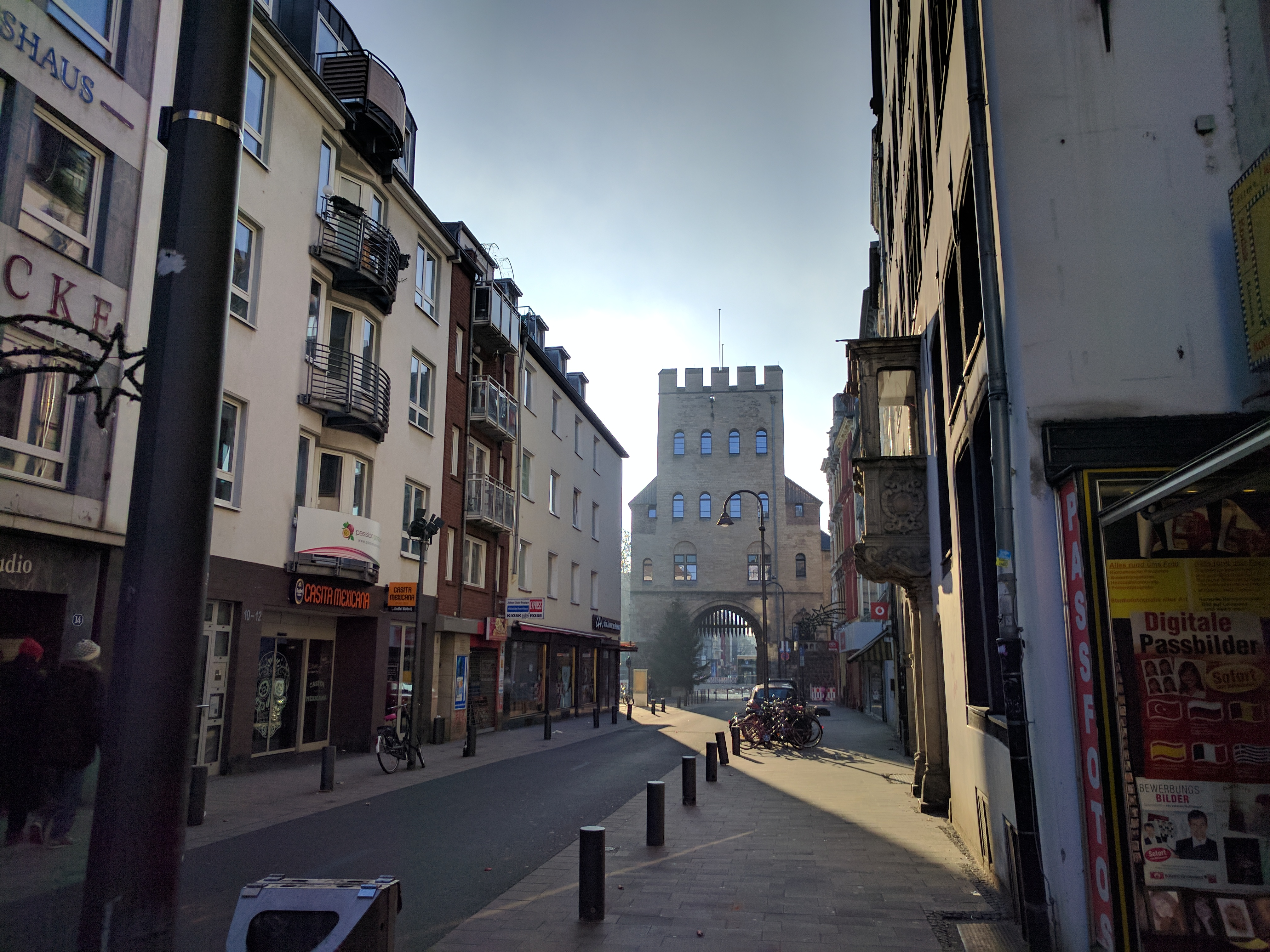
Südliches Ende der Severinstraße (Severinstorburg)

Severinstraße (in Kölsch: Vringsstroß) ist der Name einer 995 Meter langen Straße in Nord-Süd-Richtung, die zwischen Chlodwigplatz und Waidmarkt in der Kölner Altstadt-Süd verläuft.

## Geschichte
Der Ursprung der Severinstraße geht auf die Römerzeit zurück.

### Römerzeit
Die Severinstraße war eine römische Heeres- und Ausfallstraße, daher ist sie zugleich auch Gräberstraße gewesen. Die Friedhöfe aus dem 1. bis 4. Jahrhundert lagen seitlich tiefgestaffelt und führten zu zahlreichen Funden. Die Severinstraße begann am römischen Südtor „Porta Jovis“, das an der heutigen Hohe Pforte lag und führte nach Bonn (lateinisch Bonna). Innerstädtisch setzte sie sich im „Cardo maximus“ mit einer Breite von 20 römischen Fuß (5,92 Meter) fort, an dessen Endpunkt sich im Norden die Pfaffenpforte (nach Neuss = Novaesium) befand. Sie war die größte Gräberstraße Kölns. Bei Ausgrabungen unter der naheliegenden Kirche St. Georg in den Jahren 1928–1931 stieß man auf römische Gebäudereste. Ausgrabungen an Severinstraße Nr. 64 führten zur Erfassung von 16 römischen Gräbern. Es handelt sich um zehn Brand- und sechs Körperbestattungen des 2. bis 3. Jahrhunderts. Eines der Körpergräber zeichnete sich durch reichere Beigaben (Münze, Bronzearmreif und Goldring) aus. Die Bekrönung eines Grabmals mit zwei Löwen, die eine Sphinx flankieren, kam in Nr. 78 zutage. Das aus Kalkstein gefertigte Lararium (22 cm hoch und 64 cm lang), von dem in der Severinstraße ein Giebelrelief zutage kam, datiert in die zweite Hälfte des 1. Jahrhunderts n. Chr. und zeigt Mercurius Arvernus. Der wichtigste Fund an der Severinstraße (Chlodwigplatz Nr. 24) ist das durch Amateure ab April 1965 freigelegte Grabmal des Poblicius. Zwischen Waidmarkt, Severinstraße und Georgstraße befand sich auch ein Töpferbezirk. Im 4. Jahrhundert entstand unter dem heutigen Mittelschiff von St. Severin ein kleiner rechteckiger Saalbau (cella memoriae) mit Apsis nach Westen. Nach Erweiterungen im 6. und 8. Jahrhundert begann hier der Neubau einer romanischen Basilika (fertiggestellt um 900).

### Mittelalter

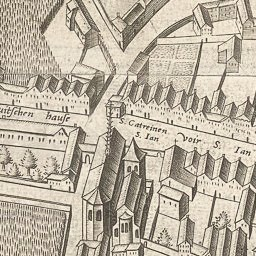
Severinstraße – mit den ehemaligen Teilabschnitten „Voir dem Duitschen hause“ (Vor dem deutschen Hause) und „Vor St. Jan“ in der Kölner Stadtansicht von 1570 des Arnold Mercator

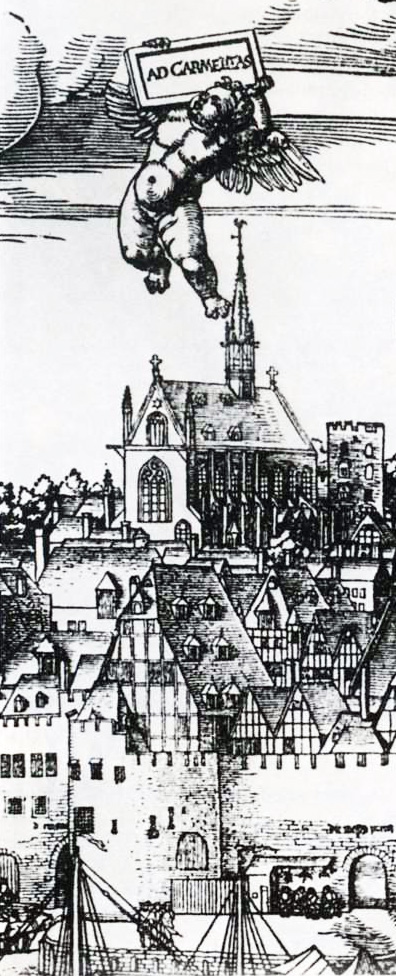
Karmeliterkirche – Ausschnitt aus Anton Woensams Kölner Stadtansicht von 1531

Erst nach Abzug der Römer erhielt die Severinstraße den lateinischen Namen „Platea Severini“. In einer Urkunde hieß sie 1261 „Lata platea“ (breite Straße), deren Name sich aber für die Breite Straße durchsetzte. Im Mittelalter fungierte die Severinstraße als Torstraße und stellte als solche bereits die Lebensader des Viertels dar. Sie gehörte innerhalb des Vorstadtbezirks Oversburg zum Kirchspiel St. Severin und ist benannt nach dem heiligen Severin von Köln († 23. Oktober 399), dem dritten namentlich bekannten Bischof der Stadt, der zwischen 365 und 399 regiert hatte. Er stiftete die gleichnamige Kirche um 378 und wurde dort begraben. Erzbischof Wichfried fügte ihr 934 ein Oratorium hinzu, Erzbischof Brun weihte sie im Jahre 948. Nach seinem Tod begann der Bau der nach Severin benannten Kirche in Nr. 35–37, die heutige Kirche St. Severin geht auf die Jahre 1300–1312 zurück. Der unmittelbar südlich anschließende Severinshof (Fronhof des Propstes) gehörte ebenfalls zum Stift St. Severin. St. Johann Baptist (Nr. 1) wurde 948 erstmals erwähnt und ist seit 1080 als Pfarrkirche bezeugt. Zu ihr gehörte der Elendfriedhof, die letzte Ruhestätte der Armen und Fremden.

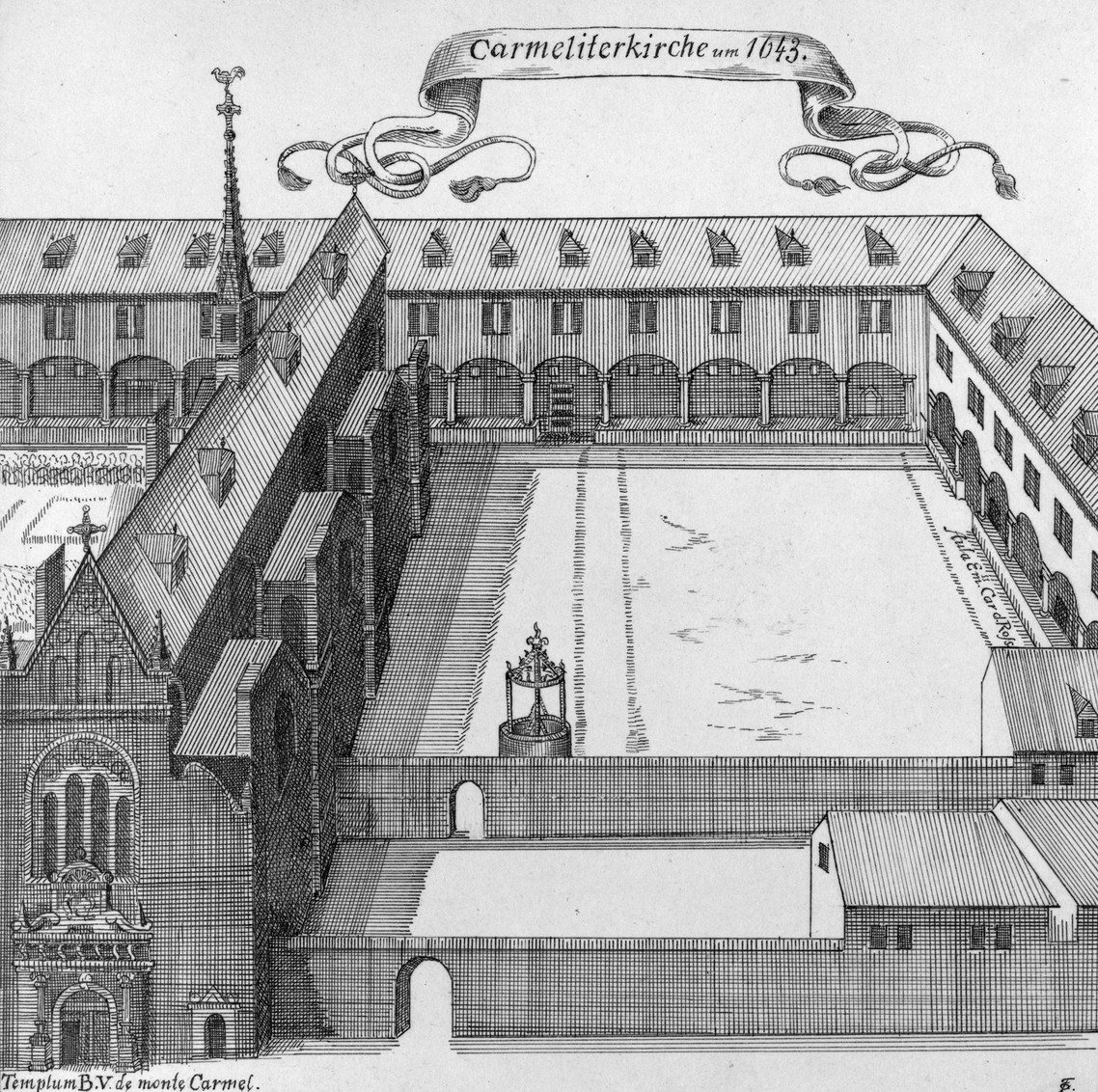
Severinstraße 255–257 – Karmeliterkloster und Kirche (um 1643), Kupferstich

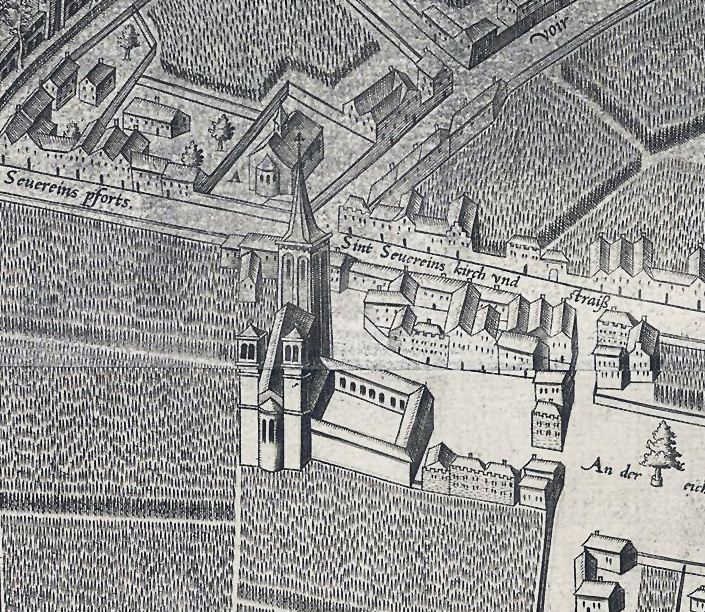
Severinstraße 35–37 – St. Maria Magdalena (aus Arnold Mercators Kölner Stadtansicht von 1570)

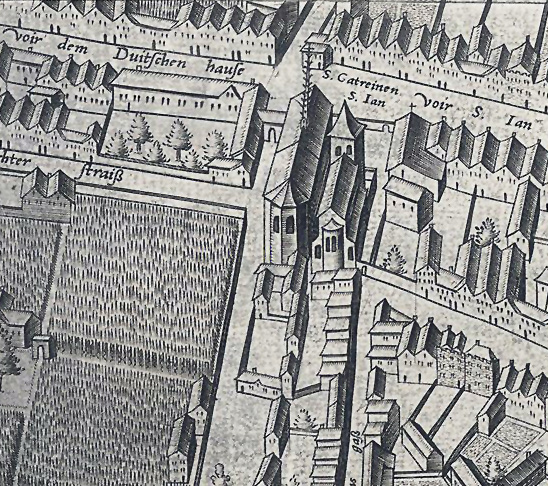
Severinstraße – St. Katharinen und St. Johann Baptist (aus Arnold Mercators Kölner Stadtansicht von 1570)

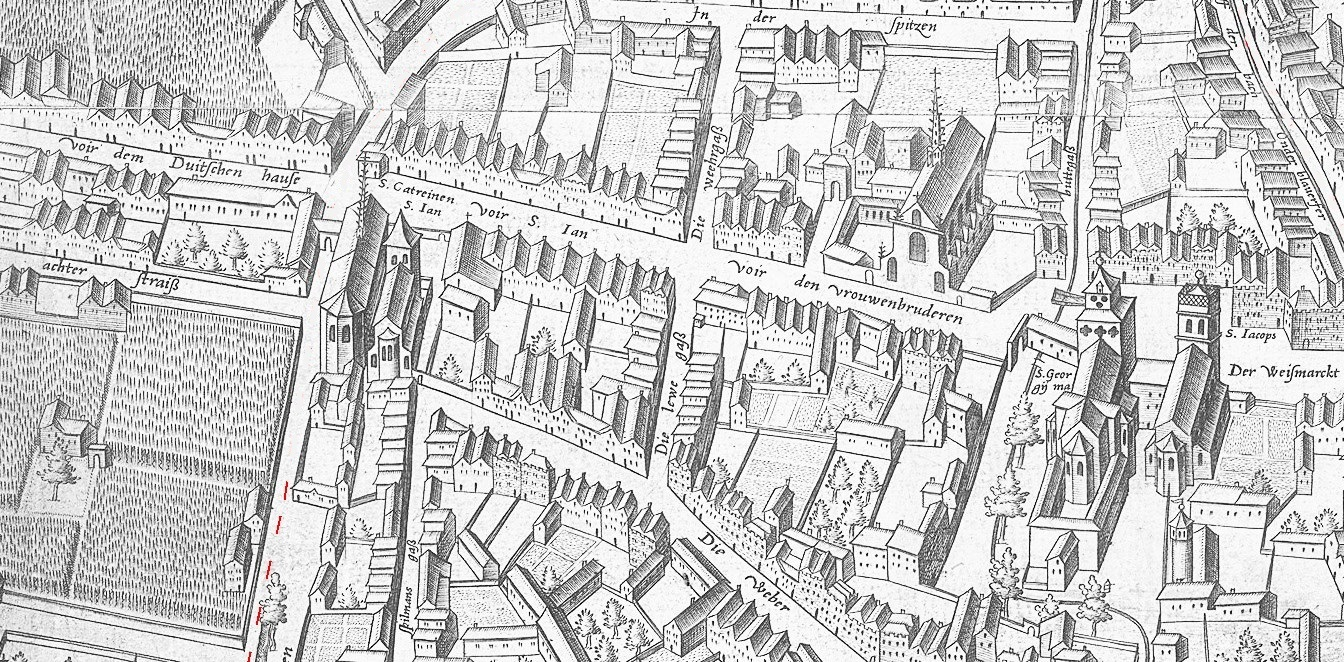
Severinstraße – Häuserfronten und Bauwerke zwischen „Voir dem Duitschen hause“ und „Der Weismarckt“ (aus Arnold Mercators Kölner Stadtansicht von 1570)

Nach den beiden Kirchen entstand als erster Profanbau wohl ein Hospital. Seit 1218 ist das Deutschorden-Hospital auf der Severinstraße belegt; es befand sich im mittleren Teil der Straße. Henricus Videlere mit der Berufsbezeichnung „joculator“ (Spaßvogel) hatte seinen Wohnsitz zwischen 1246 und 1276 in der Severinstraße, Edelvogt Gerhard erwarb nach 1290 mehrere Häuser in der Severinstraße. Rutger Overstolz wohnte 1297 auf der Severinstraße, zu jener Zeit auch Burgstraße genannt, weil sie von der Hohe Pforte zur alten Burg („Burgum vetus“) in Marienburg führte. Der an der Nordseite gelegene heutige Waidmarkt diente den Waidhändlern als Handelsplatz und bildete einen verbreiterten Teil der Severinstraße; wie diese führte er seit 1261 den Namen „lata platea“. Später (1316) nannte man den Markt „super weitmarte“, dann (1320) „forum xandicis“ und 1408 „weydtmarkt“. Bei Arnold Mercator heißt er „Der Weismarkt“. Er ist nach der Färberpflanze Waid benannt, die insbesondere die Blaufärber nutzten.
Die ersten Kölner Karmeliter erwarben 1256 einen 1/2 Anteil von einem Haus auf der Severinstraße mit Garten, die andere Hälfte wurde ihnen um 1272 durch Bruno und Jutta de Bunregassen (vom Bonnerhof) vererbt, fünf weitere Käufe tätigten sie dort zwischen 1259 und 1297. Umstritten ist das Gründungsjahr des Klosters, das Hermann Keussen mit 1256, Helga Johag zwischen 1260 und 1270 und Hans Vogts vor 1238 annimmt. 1280 wurde jedenfalls der dreischiffige Kirchenbau von 53 Metern Länge und 23 Metern Breite geweiht. Im Kloster verhandelten ab 28. Juni 1673 Bevollmächtigte der Könige von Spanien, England und Schweden und der Kölner Erzbischof Maximilian Heinrich von Bayern über die Beilegung des Französisch-Niederländischen Krieges. Die Gespräche wurden am 16. April 1674 ergebnislos durch die Abreise der französischen Delegierten abgebrochen; der Krieg dauerte noch bis 1678.
Nicht zu verwechseln sind diese Karmeliter mit dem strengeren Orden der „unbeschuhten, barfüßigen“ Karmeliter, die in Köln im Jahre 1614 in Nr. 115 die erste Niederlassung auf deutschem Boden gründeten. Für die neue Ordensniederlassung erwarben sie im Januar 1615 zunächst den Hof „im Dau(w)“ der Familie von Hasselt in Nr. 143–147 zum Preis von 8.000 Florin, am 28. Januar 1615 erteilte der Stadtrat bereits die Baugenehmigung. Im weiteren Verlauf des Jahres 1615 erwarben die Karmeliter zusätzliches Gelände Im Dau zwischen Severinstraße und Ulrichgasse, wo in der Folge Kloster und Kirche entstanden. Dem Klosterbau waren drei Anwesen in den Nr. 137–141 vorgelagert. Das Kloster wollte den von Reiner Broelmann zu erwerbenden Teil gegen ein an der Ulrichgasse gelegenes und der Familie Martin Volpon gehörendes Grundstück tauschen. Der Rat der Stadt Köln beauftragte 1629 den Bildnismaler Franciscus Kessler, einen Plan des Grundstücks anzufertigen, um die Absichten des Klosters zu klären. Das „Frauenbrüderkloster“ war ein einfacher Bau mit zwei quadratischen Höfen, daneben die mit kurzem Querschiff und geradem Chorschluss versehene einschiffige Kirche „Maria vom Frieden“ (1643–1692, neue Fassade aus 1716). Eine Bleiplatte aus dem Grundstein der Kirche datiert vom 16. März 1620 und belegt einen frühen Baubeginn. Am 17. August 1635 erteilte der Stadtrat die Genehmigung zur Gründung des Karmeliterinnenklosters.
Johann Gerhard von Sandt bewohnte das nach ihm benannte „Sandische Haus“ nebst Weingarten (Nr. 31–35), das der Erzbischof konfiszierte und abreißen ließ. Zum Andenken an den Sieg in der Schlacht von Worringen im Jahre 1288 wurde dort das Franziskaner-Tertiarinnen-Kloster und die Kapelle St. Bonifacius erbaut. Kloster und Kapelle entstanden Ende 1309 im Auftrage des Rats der Stadt Köln unter Einbeziehung des Hofs des Gonder von Mommersloch. Die Kapelle war dem heiligen Bonifatius geweiht, an dessen Gedenktag (5. Juni) die Schlacht stattfand. In der Kapelle trafen sich alljährlich die Ratsherren zum Gedenken. Die Kirchen an der mittleren Severinstraße wie St. Johann Baptist, die im März 1628 geweihte Klosterkirche der Muttergottes und den Heiligen Joseph und Theresia (Im Dau), die Kirche St. Gregorius im Elend („Elendskirche“, 1765–1771 von Balthasar Spaeth erbaut), St. Katharinen (1218) und nicht zuletzt St. Severin trugen dazu bei, dass sich die Severinstraße im Mittelalter zur Straße der Kirchen, Klöster und Kapellen entwickelte, weswegen sie der Kölner „Pfaffengasse“ nannte.
Im Jahre 1320 wird erstmals das Haus Bierbaum („domus Birbome“) erwähnt, es war „Ailbrechts vom Birhouven (Huys) auf dem Ort zur Bonnergasse“. Der Hof „Dov“ oder „zomme Dauwe“ stand seit 1344 in Nr. 141–151 und gehörte der Familie vom Dauwe. Johann vom Dauwe machte am 16. März 1564 ein Testament über den Hof, den Bürgermeister Melchior von Mülheim am 4. Januar 1572 für 2.100 Reichstaler erwarb. 1344 verkauften die Eheleute Theoderich und Kunigunde von Brempt den „Brempter Hof“ (Hof Breympt), der nahe am Severinstor lag. An der südlichen Ecke der Severinstraße stand auch das sechste Kanonikerhaus. Dieses Eckhaus, 1380 von dem Kanoniker Johannes Schwartze vom Hirsch dem Severins-Stift geschenkt, gab dem Hirschgäßchen den Namen. Der „Spießerhof“ in Nr. 85 war von 1311 bis 1481 erzbischöflicher Hof, danach gehörte er seit 1549 Amtmann Dhaem Spieß von Büllesheim, ab 1590 diente er als Unterkunft für erzbischöfliche Gäste, um 1770 wohnte hier die Familie von Recklinghausen (1912 abgebrochen). Am benachbarten Waidmarkt fand am 13. November 1371 der Kölner Weberaufstand statt.
Die Bauerschaft Severinstraße wurde 1384 gegründet und lehnte sich an den Fronhof ihres Stiftes an. Das Hospital „St. Katharinen zur weiten Tür“ entstand 1419 in der Severinstraße mit der Bestimmung, „alle armen und kranken Leute aufzunehmen, ferner arme, elendige Wöchnerinnen, und die aufgenommenen Kranken zu pflegen, bis sie sich wieder zu behelfen mögen mit Gehen und Stehen“ und gehörte dem Stadtrat. Die Nonnen des ehemaligen Klosters Mechtern erhielten nach dem Ratsbeschluss vom 24. Oktober 1477 im Hof des Gonder von Mommersloch neben der Bonifazius-Kapelle eine neue Unterkunft. 1478 erwarb deshalb die Stadt von Engelbert von Sassenhuysen einen Teil des Hofes Mommersloch (Nr. 53), nämlich ein Haus mit zwei Wohnungen und Garten hinter der Kapelle (1884 abgerissen). 1476 gab es auf der Severinstraße das erste Brauhaus unter dem Namen „Zum Lämpgen“ (Nr. 205).
Anlässlich einer Erbteilung innerhalb der Familie Kleingedank wird die Straße 1497 als „Breiderstrassen“ erwähnt. Im Mittelalter besaß die Severinstraße allerdings keinen einheitlichen Namen, sondern die Teilabschnitte (vom Severinstor an) hießen „Sint Severeins straiß“ (St. Severins Straße), „Voir dem Duitschen hause“ (Vor dem deutschen Hause), „Vor St. Jan“ und „Voir den vrouwenbruderen“ (Vor den Frauenbrüdern). Diese Abschnitte hielt auch Arnold Mercator in seiner Kölner Stadtansicht von 1570 fest. Der Straßenabschnitt „Vor dem deutschen Hause“ nannte sich nach dem dortigen Deutschorden-Hospital, St. Jan war St. Johann Baptist, „Frauenbrüder“ hießen die Karmeliterinnen.

### Neuzeit

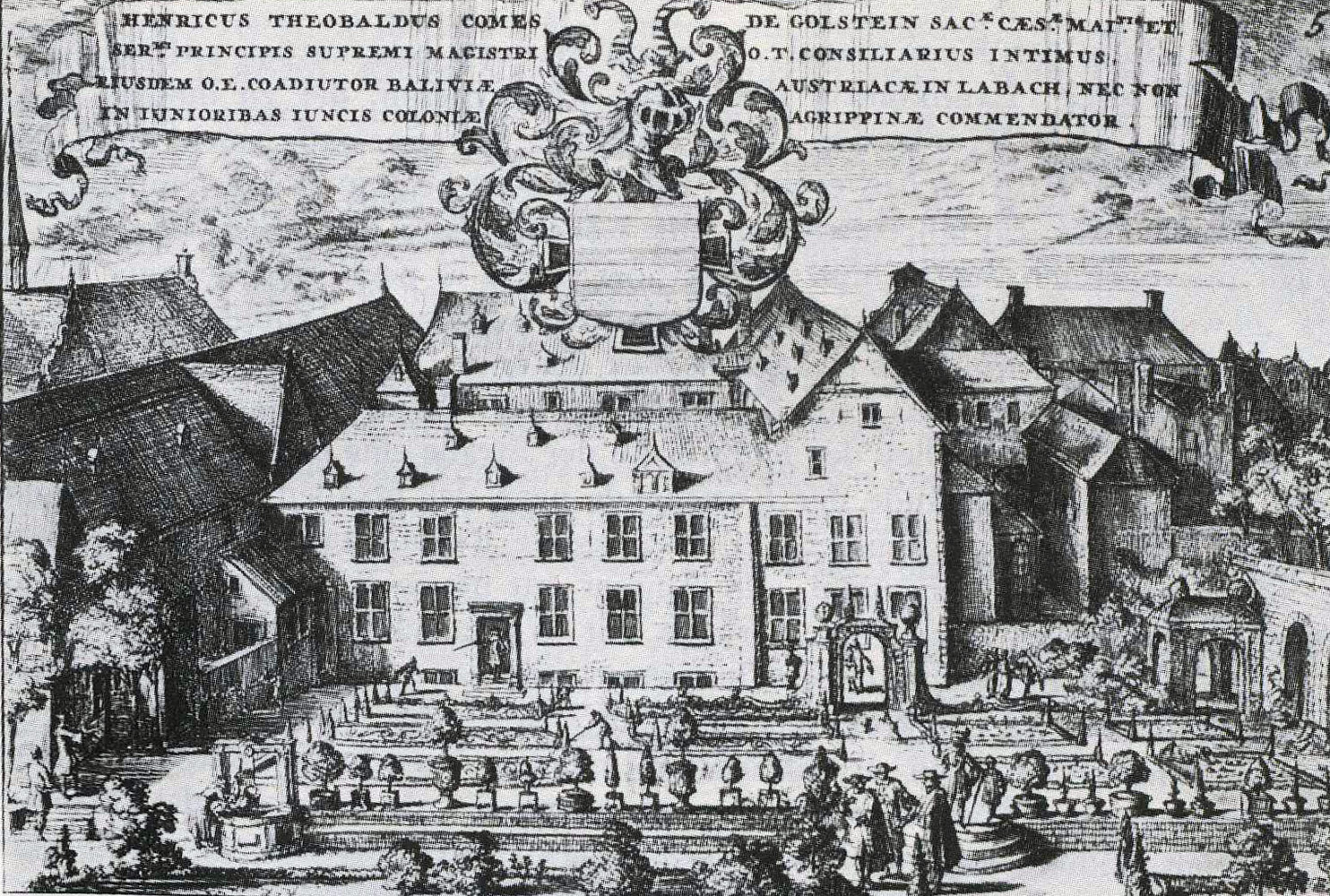
Severinstraße – Deutschordens-
kommende Jungen-Biesen (Kupferstich von Romeyn de Hooghe, um 1700) mit einer Ansicht von der westlichen Gartenseite

Das deutsche Haus „zu den Biesen“ für die Kommende Jungen-Biesen und Deutschordensritter entstand 1573 in Nr. 112. Der Mercatorplan aus 1570 zeigt das mit Zinnen bewehrte Haus mit den übrigen Gebäuden noch vor der Umwandlung in die Kommende im Straßenabschnitt „Vor den vrouwenbüderen“. Der Landkomtur und Deutschordensritter Heinrich von Reuschenberg erwarb am 31. Dezember 1572 an der Severinstraße vom Brauer Adolf von Neurath das „Haus zum Bierbaum“ neben dem Karmeliterkloster, im Jahr 1581 den Bonner Hof sowie weitere Grundstücke. Im Sommer 1582 begannen die Umbauarbeiten des Hofes. Die Ballei Biesen gründete dort 1593 ihre Kommende. Nach deren Abriss folgte 1648 ein Neubau mit Treppengiebel und eng aneinander gereihten Flachbogenfenstern, der später wegen des Durchbruchs für die Straße Im Dau zum Eckhaus wurde. 1648–1650 baute man die Matthias-Kapelle an. Ein Kupferstich um 1700 überlieferte eine prachtvolle Anlage mit Portal und Brunnen.
Heinrich St. George erbaute 1648 in Nr. 149 (heutige Ecke Im Dau) das Haus „zum Dauwe“ neu. In Nr. 15 stand zunächst das spätgotische Haus „zum goldenen Bären“. Seit 1676 befindet sich hier – bis heute – Haus Balchem. Den Barockbau mit geschweiftem Spitzgiebel ließ Bierbrauer Heinrich Deutz errichten. Es gilt als schönstes erhaltenes Barockhaus der Stadt, sein Name erinnert an die ehemalige Brauerei „Kartäuser Bräu Gebr. Balchem“ im Hause, die spätestens seit 1798 hier bestand. Das „Haus Deutzmann“ in Nr. 151 gehörte dem Kirchenmeister Johann Jakob Deutzmann und war seit 1658 Briefgut, 1790 gehörte es dem Krämer Johann Schmitz. Das „Haus Mommersloch“ der Familie von Iven besaß eine ungewöhnliche Größe von 150 Morgen, gehörte dem gleichnamigen Rittergeschlecht und lag Severinstraße 53/An St. Magdalenen (1884 abgerissen). Die „Wachsbleicherei und Kerzenfabrik Joh. Schlösser“ entstand 1764 in Nr. 178.
Im Bremter Hof wohnte zwischen 1818 und 1826 Werner von Haxthausen, der dort Gastgeber z. B. der Brüder Boisserée, von Annette von Droste-Hülshoff, Clemens Brentano und August Wilhelm Schlegel war.

### Gründerzeit

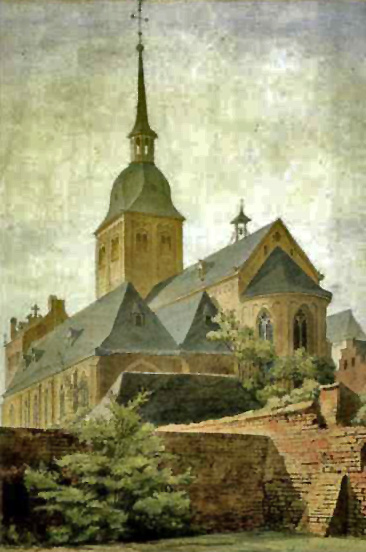
Severinstraße – St. Johann Baptist (Stich, Johann Peter Weyer, um 1840)
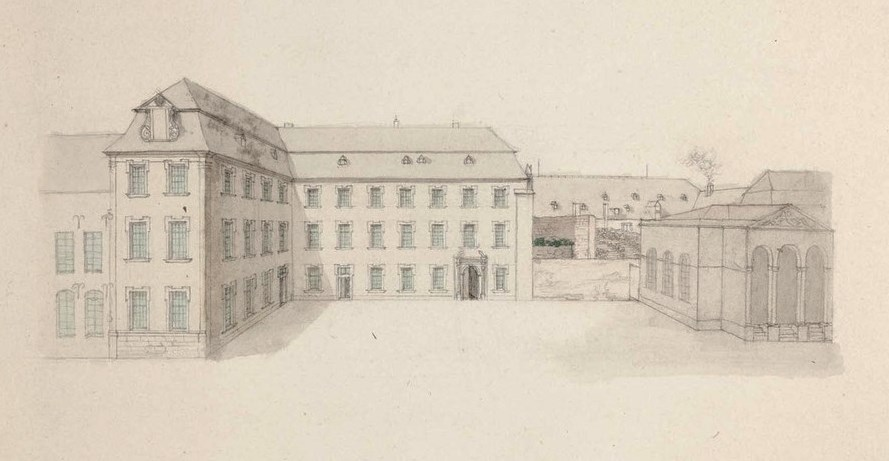
Severinstraße – Wilhelm Wintz: Karmeliterkloster (1844), rechts daneben die Alte Wache
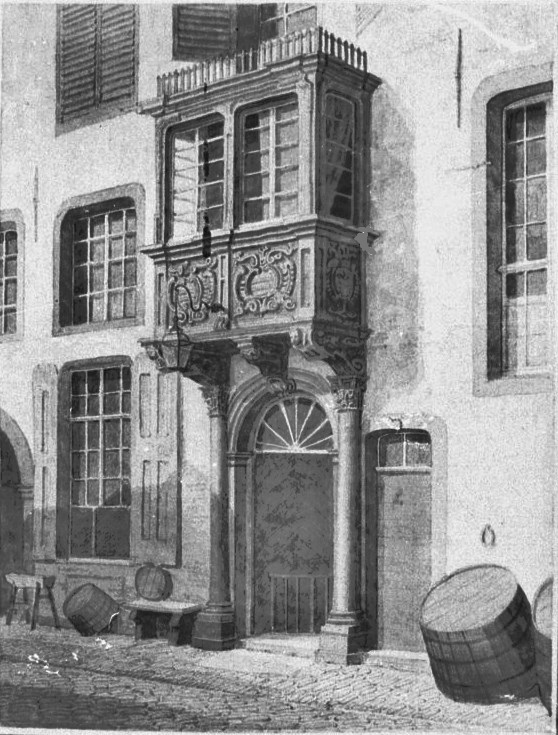
Severinstraße 15 – Haus Balchem, Eingang mit Erker (1852)
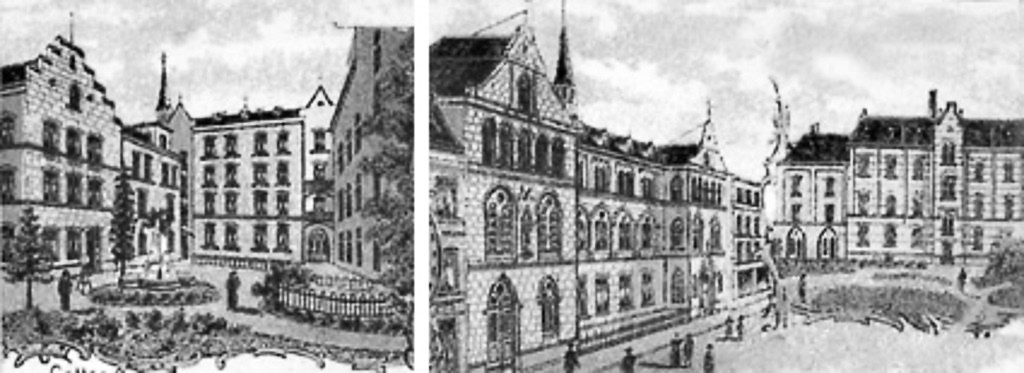
Severinstraße 71–73 – Augustinerinnen (um 1890)
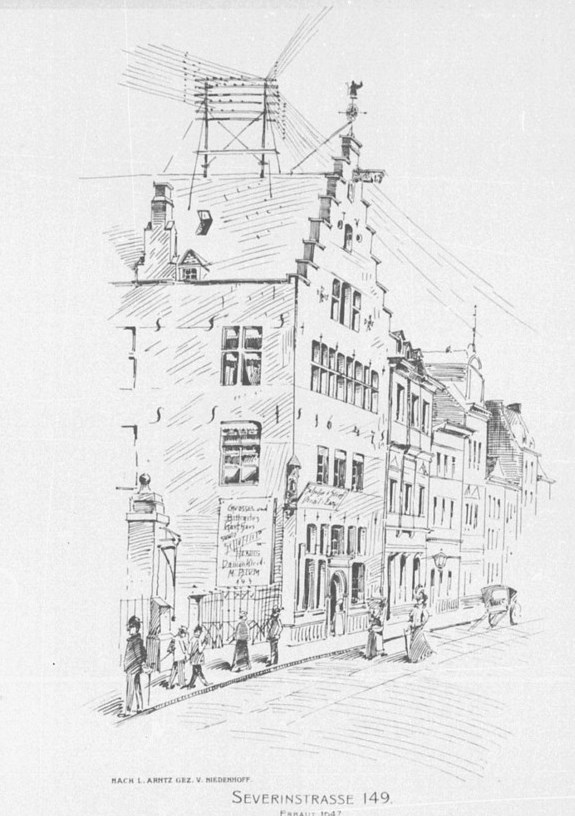
Severinstraße 149 – Haus zum Dau (1900)
Severinstraße 51 – Brauerei Reissdorf (vor 1902)
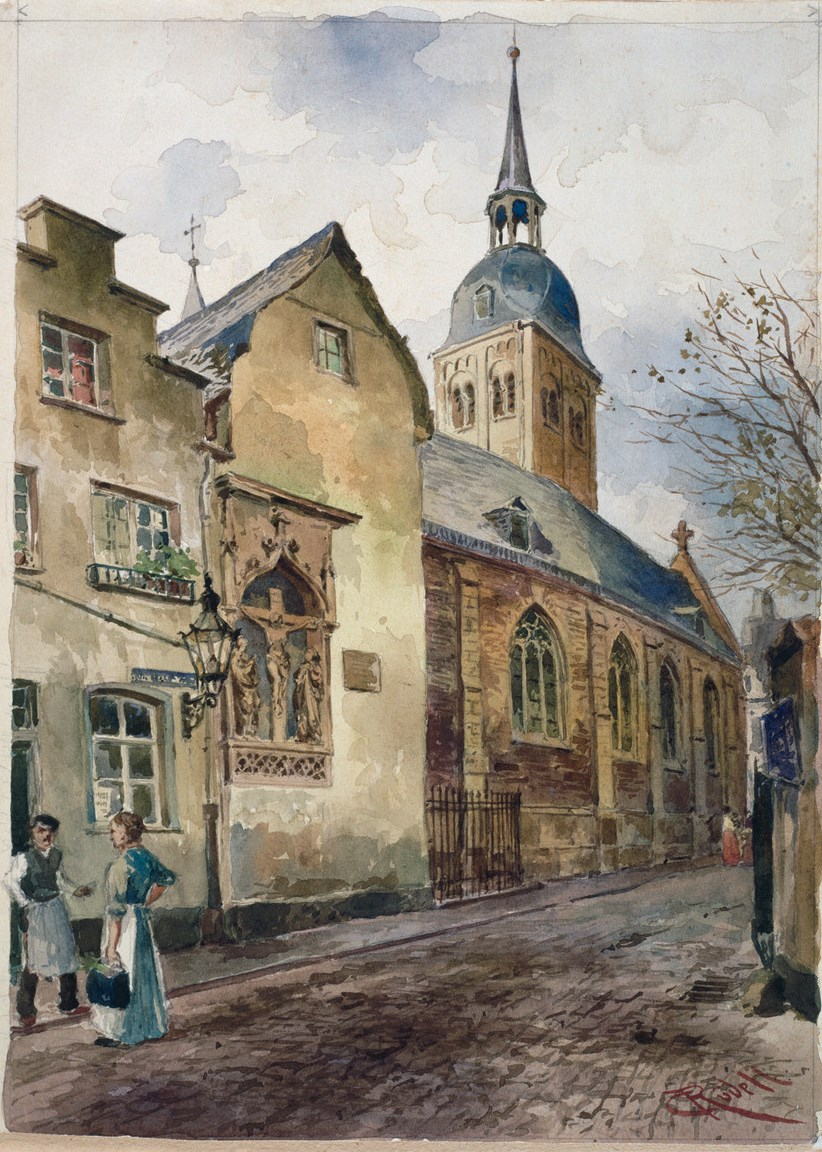
Severinstraße / Spielmannsgasse – Sankt Johann Baptist mit Küsterhaus und Kreuzigungsgruppe (Carl Rüdell, um 1910)

Maria Francisca von Monschaw ließ 1769 durch Nikolaus Krakamp in Nr. 162 ein Rokokopalais gegenüber dem Karmeliterkloster erbauen. Über die Kölner Fayencemanufaktur in Nr. 45–47 (in der Franzosenzeit: Nr. 7358/7359) ist wenig bekannt, sie entstand 1783, erhielt vom Stadtrat ein Privileg zur Fabrikation von so genanntem englischem Steingut und benötigte eine spezielle Erde. In einem Schreiben der „Interessenten der Severinstraße“ an den Innenminister vom 29. März 1809 sind Angaben über die damalige Herstellung enthalten. Darin heißt es: „Zur Verfertigung des englischen Steinguts wird eine weiße Erde von Münstermayfeld gebraucht…“ Die Fabrik wurde im Juli 1818 liquidiert. Der Lyskircher Hof in Nr. 55–61 wurde 1789 von Josef Otto konzipiert.
Während der Franzosenzeit nutzte die Militärverwaltung 1794 die Kommende als Sitz des Obersten des Geniekorps. An Nr. 5 lag mindestens seit 1797 das „Backes“ (Bäckerei) Schmitz, das bei einer historisch nicht belegten und zeitlich nicht bestimmbaren Bestrafungspraxis eine wichtige Rolle gespielt haben soll. Wem nicht die Todesstrafe drohte, musste von der Hacht beginnend einen hölzernen Mantel („Huick“) bis zum „Backhaus Schmitz“ tragen. Hier angekommen war die Strafe überstanden, wonach die Delinquenten entweder aus der Stadt geführt oder ins Bonner Spinnhaus gebracht wurden. Verbrecher, die zum Staupenschlag verurteilt wurden, trieb man vom Gefängnis im Frankenturm die Severinstraße hinab. Erst hinter Schmitz-Backes endete die schmerzhafte Bestrafung, falls der Delinquent sie lebend überstand und durch das Severinstor die Freiheit erreichte. Bis heute bezeugt das kölsche Sprichwort „Du bes noch nit lans Schmitz-Backes vorbei“ (Du bist noch nicht am Schmitz-Backes vorbei) davon, dass sich jemand noch nicht außer aller Gefahr befindet. An der Stelle befindet sich auch heute noch eine Bäckerei, die „Schmitz-Backes“ genannt wird.
Das Karmeliterkloster besaß in der Severinstraße und am Waidmarkt inzwischen 13 Häuser, die Kirche stürzte 1810 teilweise ein und wurde für 9.900 Francs verkauft. In der Franzosenzeit waren Kirche und Kloster mit 25.000 Francs das drittteuerste Bauwerk nach St. Cäcilien (35.000 Francs) und Kreuzbrüder-Kirche (30.000 Francs). Während der Säkularisation wurde das Kloster 1802 aufgelöst, am 29. April 1810 kam im ehemaligen Karmeliterkloster (jetzt Nr. 6938 ½) der Kölner Politiker und Revolutionär Franz Raveaux zur Welt, die Familie wohnte in Nr. 138. Der Kunstsammler Freiherr Everhard Oswald von Mering, Vater von Friedrich Everhard von Mering, erwarb 1802 das Monschawsche Haus (Nr. 162) und verwandelte es in ein Kunstmuseum, das er bis zu seinem Tod am 12. August 1820 betrieb. Das Kloster der „barfüßigen Karmeliter“ wurde 1816 als preußisches Proviantamt genutzt (1911 abgebrochen). Die „Commende ad St. Catharinam“ in Nr. 112–114 wechselte seit ihrem säkularisationsbedingten Verkauf 1802 mehrfach den Besitzer, bis Moses Isaac Rothschild das große Anwesen 1830 erwarb. Er parzellierte 1834 das Gelände und richtete zunächst eine „baierische“ Bierbrauerei ein, die jedoch nur 6 Jahre bestand.
Das Karmeliterkloster erhielt am 28. September 1825 den Status eines Gymnasiums, das am 19. Oktober 1830 den Namen „Königliches Friedrich-Wilhelm-Gymnasium“ annahm. Beim Bau der Knabenschule St. Severin zwischen der Kirche und der Annostraße fand man 1834 insgesamt 18 römische Särge. Im August 1866 beschloss der Stadtrat, die Schule als Cholera-Lazarett einzurichten. Im September 1840 mietete der Zuckerfabrikant Emil Pfeifer eine Wohnung in Nr. 112 zum Preis von 900 Talern jährlich und begann zunächst mit einer Farb- und Kolonialwarenhandlung. Ein aus 1841 stammender Fassadenrest der alten Wache (Nr. 241) ist Teil eines von drei preußisch-klassizistischen Wachgebäuden in Köln. Das ehemalige Karmeliterkloster wurde 1794 Militärbäckerei, die Kirche diente als Fruchtmagazin (1811 abgerissen). Der Industrielle Julius Vorster junior kam am 17. Juni 1845 in Nr. 53 zur Welt. Die „Paradies-Apotheke“ gab es hier seit 1845 (ursprünglich Nr. 160, seit November 1990 in Nr. 162a). Sie ist die älteste Kölner Apotheke (gegründet im Juli 1618 auf der Hohe Straße Nr. 85/87) und bietet Medikamente mit kölschen Bezeichnungen (Kölsch: „för de Ping“, also Schmerzmittel) an. Auf der Severinstraße ließen sich auch mehrere Bierbrauereien nieder. Joseph Stauff gründete 1859 in Nr. 197–199 eine Brauerei (bis 1888), Bruder Quirin Stauff folgte 1865 in Nr. 65. Die Gründung der Reissdorf-Brauerei geht auf Heinrich Reißdorf zurück, der am 4. September 1894 auf den vorher erworbenen Grundstücken Nr. 51 und An St. Magdalenen Nr. 28 eine Braustätte für Kölsch baute.
Die Cellitinnen nach der Regel des hl. Augustinus erwarben im Oktober 1869 in Nr. 53 den „Mommerslocher Hof“. Die aus den Celittinenen hervorgegangenen Schwestern der Augustinerinnen gründeten dort 1874 nahe dem Mutterhaus das „Krankenhaus der Augustinerinnen“ in Nr. 71–73, das im Viertel als „Severinsklösterchen“ bekannt ist. Nach der Grundsteinlegung am 25. April 1874 entstanden der erste Operationssaal in Köln und eine chirurgische Station unter der Leitung des später weltberühmten Chirurgen Professor Bernhard Bardenheuer. Nach dem vollständigen Abbruch des „Mommerslocher Hofes“ im Jahre 1886 folgte ein weiterer Komplex an der Severinstraße einschließlich einer Kapelle, der die Kapazitäten auf 120 Betten erweiterte. Im Jahre 1926 wurden bei der Errichtung eines Wirtschaftsgebäudes im Garten des Krankenhauses mehrere römische Gräber gefunden. Die am 4. November 1833 gegründete „Königliche Provincial-Gewerbeschule“ im ehemaligen Karmeliterkloster (Nr. 225) existierte nicht lange. Denn am 5. November 1886 eröffnete die von Stadtbaumeister Johann Peter Weyer im Auftrage der Stadt erbaute erste öffentliche Markthalle in Köln auf dem an ursprünglicher Nr. 123–127 gelegenen Grundstück der Provincial-Gewerbeschule. Die auf einer Fläche von 1.492 m² erbaute Halle überspannte eine eiserne Dachkonstruktion.
In Nr. 27 eröffnete 1872 die Kronen-Apotheke. Der Name soll der monarchischen Gesinnung des Geschäftsgründers Staude geschuldet sein. Sein Vorname ist nicht überliefert. Die goldene Krone hängt nach wie vor an der Hausfassade. 1903 übernahm Friedrich Geuer die Apotheke. Sein Enkel Heribert Geuer führte sie in dritter Generation bis zum 31. Dezember 2012. Seither darf sie unter neuer Führung nicht mehr als Apotheke genutzt werden, da für Apotheken eine Mindestgröße von 110 Quadratmetern vorgeschrieben ist. Die Kronen-Apotheke hatte jedoch nur 98 Quadratmeter. Das klassische Dreifensterhaus aus der Gründerzeit ist denkmalgeschützt. Die nach dem Zweiten Weltkrieg stark umgestaltete Fassade im Erdgeschoss wurde 2013 restauriert und in den Originalzustand zurückversetzt. Die Originaleinrichtung der Apotheke aus dem 19. Jahrhundert ist erhalten. Der Verkaufsraum wird inzwischen als Wohnfläche genutzt. Die Bleiglasbilder im Fenster zum Hof mit den beiden Heiligen Cosmas und Damian, den Schutzpatronen der Apotheker, schuf Toni May im Jahr 1947. Der Glasmaler war 1946 aus der Gefangenschaft ins Vringsveedel zurückgekehrt und arbeitete gegen Naturalien. Die Kronen-Apotheke wirkt mit ihrem historischen Mobiliar so authentisch, dass sie auch öfter als Filmset diente. Beispielsweise wurden hier Szenen der ZDF-Krimireihe „Wilsberg“ mit Leonard Lansink gedreht.
In Nr. 62 eröffnete 1897 der 2,04 Meter große Josef Schmitz die nach seinem Kosenamen benannte Kneipe „Schmitze Lang“. Schmitz hatte zuvor zwischen 1895 und 1897 in der Leib-Kompanie des Ersten Garde-Regiments in Potsdam gedient und starb 1937. Die 350 m² große Kneipe entwickelte sich zur stadtbekannten Instanz, die im Juni 2005 ihre Pforten schloss.

### Neuzeit

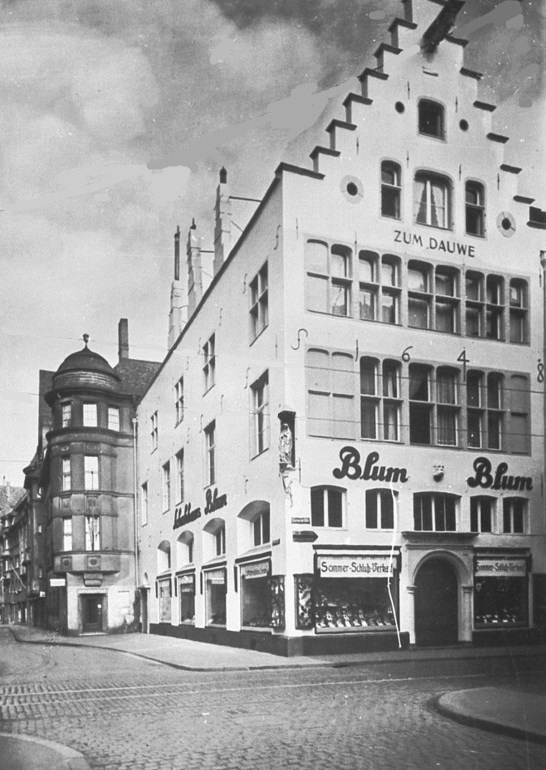
Severinstraße 149 – Haus zum Dauwe (um 1910)
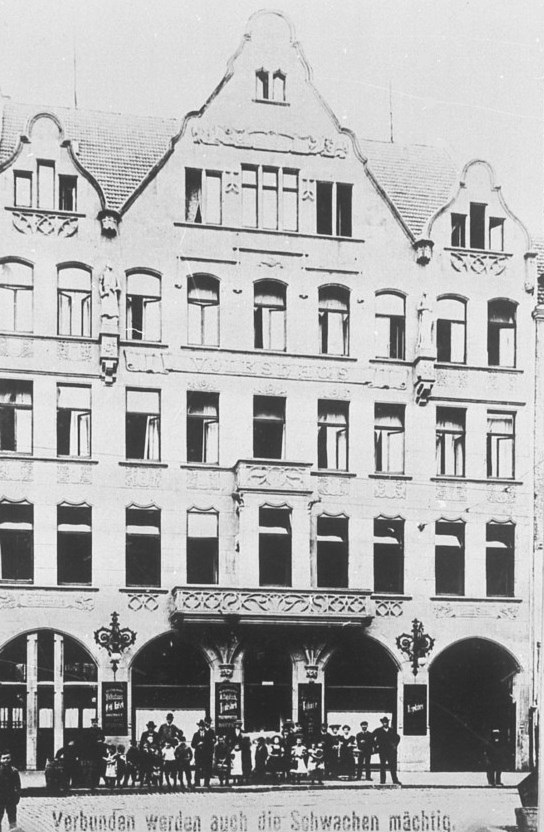
Severinstraße 197–199, Volkshaus (um 1910)
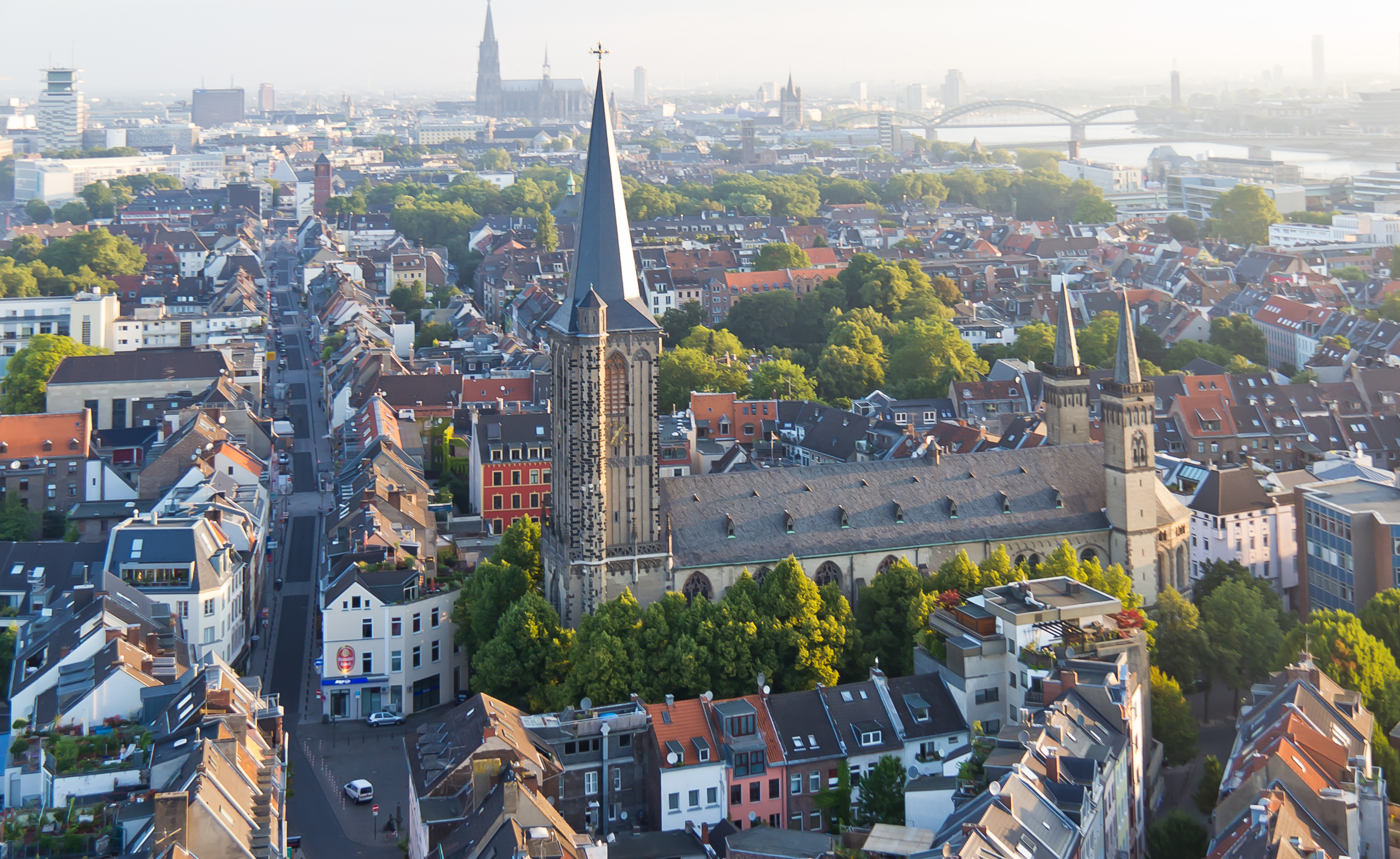
Blick über die Severinstraße mit St. Severin (August 2013)
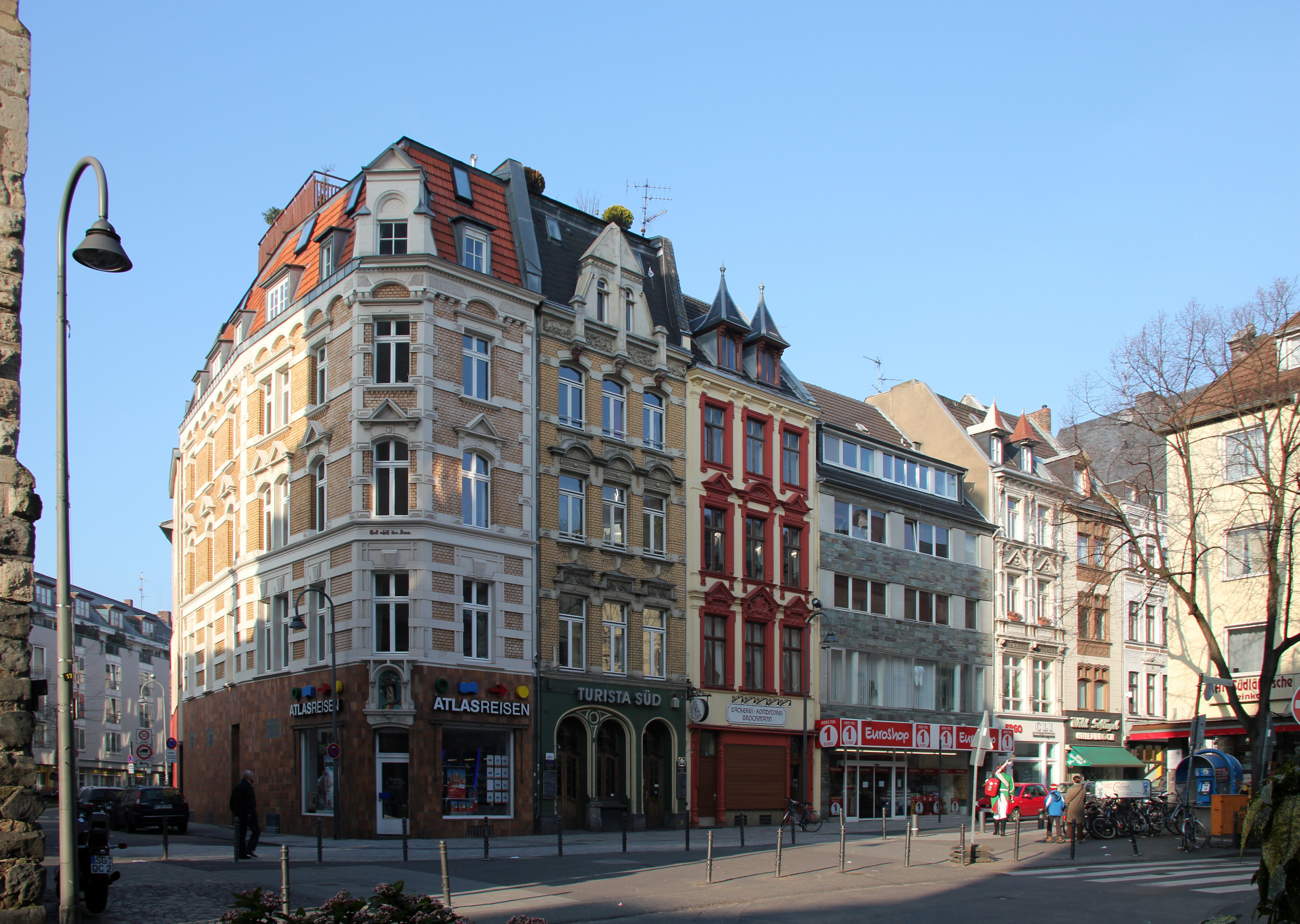
Severinstraße 1 – Nr. 1 (Eckhaus: Wolfgang Niedecken), Nr. 3 (Jean Löring) (Januar 2011)
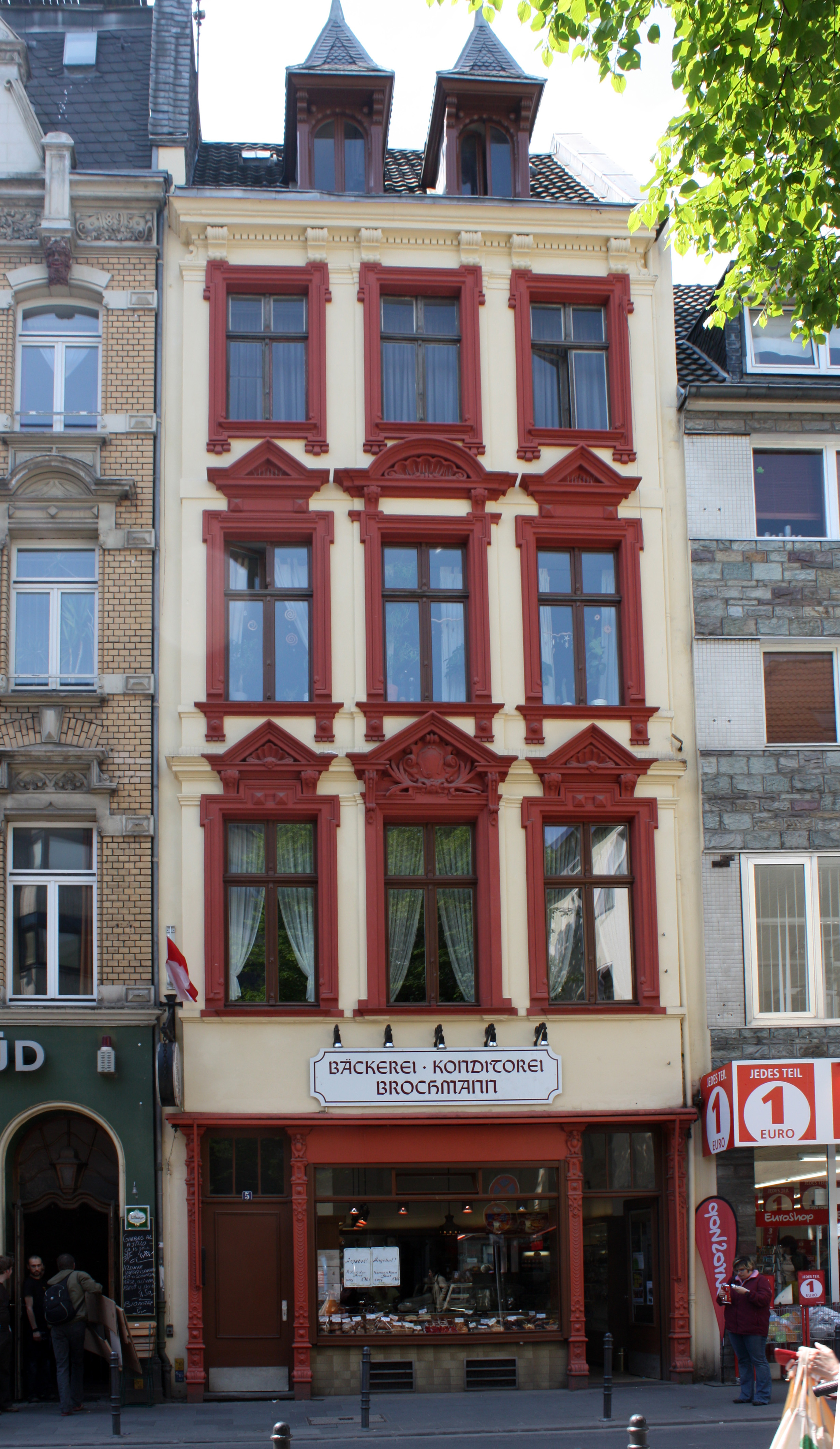
Severinstraße 5 – Bäckerei Schmitz Backes (April 2009)
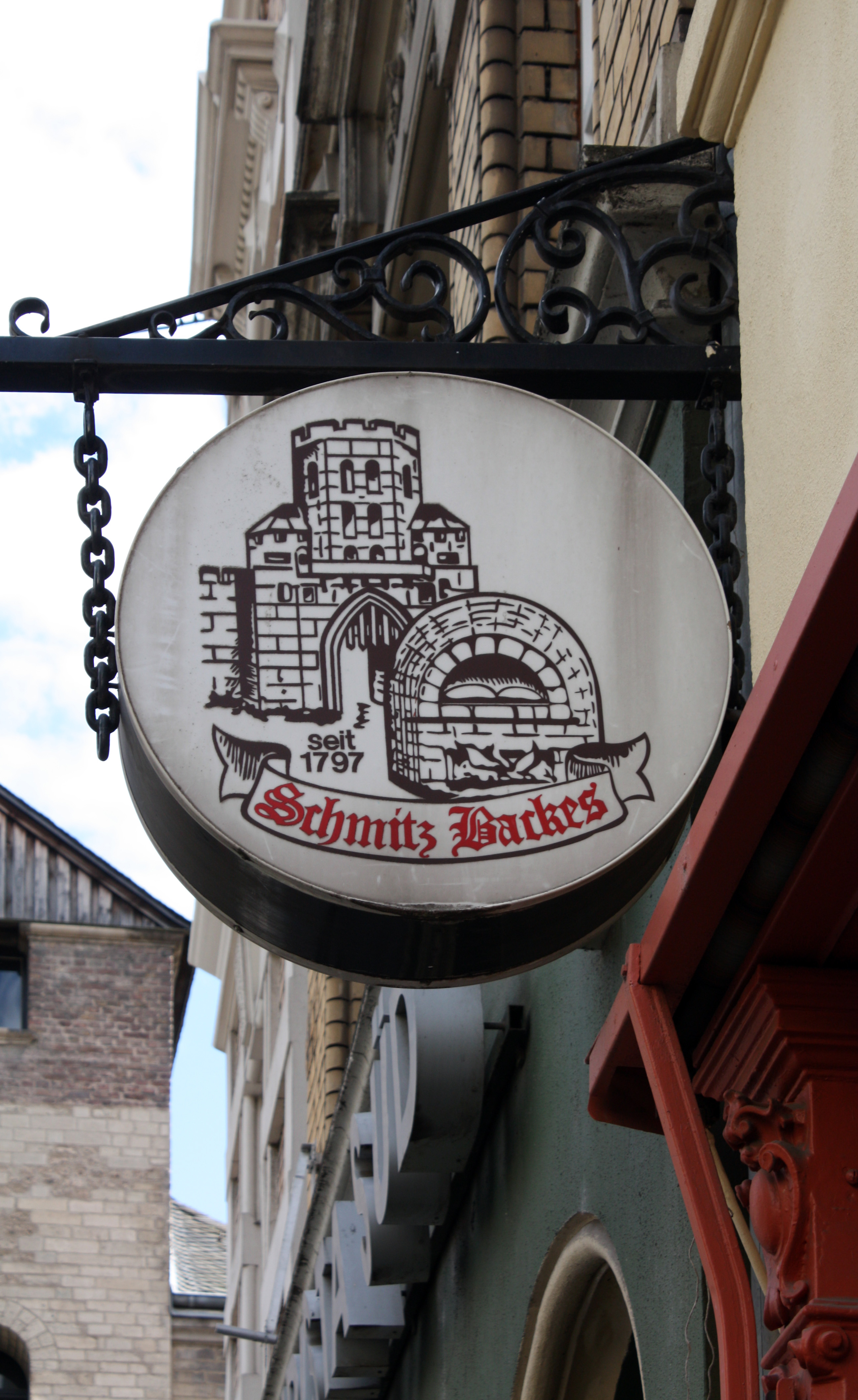
Severinstraße 5 – Schild (Mai 2009)
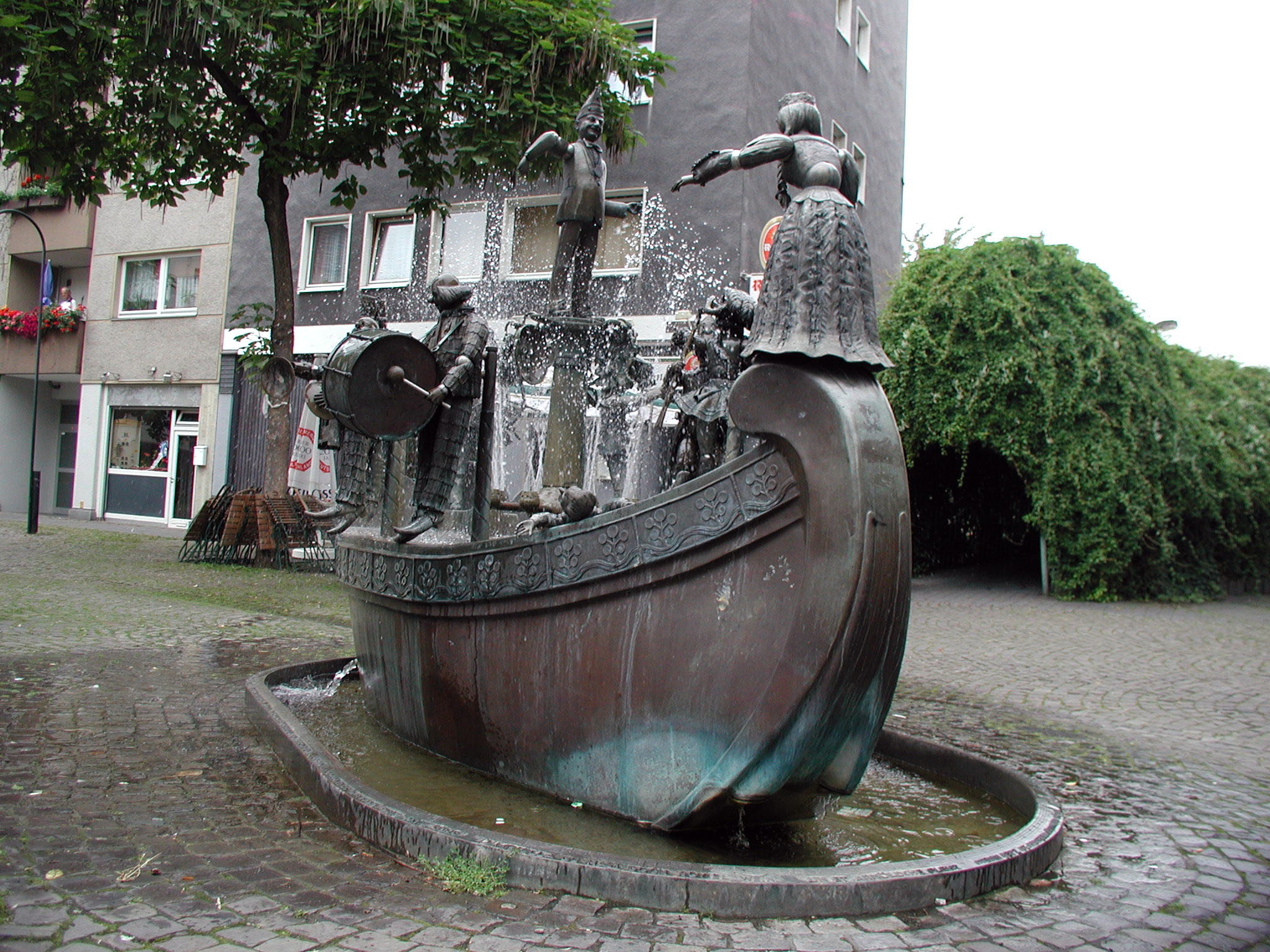
Karl-Berbuer-Platz – „Müllemer Böötche“

Das zweitälteste Kölner Kino „Thalia“ begann im Jahre 1908 mit 250 Plätzen in Nr. 152, nächstes Kino auf der Straße waren die „Severin-Lichtspiele“ mit 500 Plätzen (Nr. 95) im Jahre 1911. Nach Abbruch der Stauffschen Brauerei im März 1905 eröffnete am 15. August 1906 an dessen Stelle das „Deutsche Volkshaus“ in Nr. 197–199 als politisches Zentrum der Sozialisten und Kommunisten. Hier hatten neben dem Allgemeinen Deutschen Gewerkschaftsbund auch die SPD und die Arbeiterbank ihren Sitz. Anlässlich der Reichstagswahlen versammelten sich am Abend des 12. Januar 1912 vor dem Volkshaus 4.000 Zuschauer. Am 2. Mai 1933 kamen 80 SA-Leute aus ihrem Hauptquartier in der Mozartstraße, besetzten das Volkshaus und beschlagnahmten das Inventar. Während der Nazizeit fungierte es als „rassenbiologische“ Untersuchungs- und Selektionsstelle, von wo aus die zentrale Deportation von Zigeunern stattfand.
Die Stadt ließ 1910 zur Erschließung des neu zu bebauenden Klostergeländes die Straße Im Dau anlegen, die die beiden gerade geführten und verkehrsreichen Straßen Ulrichgasse (Teil der heutigen Nord-Süd-Fahrt) und Severinstraße verbindet. Dazu erwarb sie das Gelände der Klosterkirche der Muttergottes und den Heiligen Joseph und Theresia, um hier die Straße anlegen zu können. Bildhauer Simon Kirschbaum schuf 1914 den Hänneschen-Besteva-Brunnen, der noch heute „Im Dau“ steht. Das ehemalige Victoria-Theater in Nr. 222–228 bot ab Dezember 1875 Bühnenvorstellungen, seit 1925 gab es verstärkt Filmvorführungen. Deshalb änderte es 1928 seinen Namen in „Monopol-Theater“ mit einem Fassungsvermögen von 853 Plätzen und eröffnete erneut am 19. Oktober 1928. Hier stellte der jüdische Betreiber Paul Jockel im Februar 1929 die größte Kino-Konzert-Orgel Europas auf. Jockel sah sich 1934 wegen der Arisierung gezwungen, das Anwesen an Julius Tiedje zu verkaufen, der bei der Eröffnung am 10. August 1935 den Namen „Kristallpalast“ einführte (Zerstörung durch Bomben 1943). Unter dem Namen „Charlottenhaus“ entstand 1913 in Nr. 158 eine Tageswohlfahrtsstätte für Kinder notleidender Eltern, benannt nach der Schwester von Kaiser Wilhelm II., Prinzessin Charlotte von Sachsen-Meiningen, die bei der Einweihung am 25. April 1913 zugegen war. Die Wohlfahrtsstätte gehörte zur Stiftung der Witwe des Emil Oelbermann.
Die Severinstraße bildete bereits damals die Hauptachse des Severinsviertels („Vringsveedel“), ihr urkölnischer Charakter ist jedoch seither verlorengegangen. Der Historiker Joseph Klersch bezeichnete 1949 die Severinstraße nach dem Zweiten Weltkrieg als „Hohe Straße des Arbeitersüdens“. Er meinte damit das überwiegend von Fabrikarbeitern – auch von der am 1. Oktober 1872 in der benachbarten Annostraße eröffneten Schokoladenfabrik Stollwerck – bewohnte „Vringsveedel“, als dessen Haupteinkaufsstraße die Severinstraße fungierte. Neben dem Alter Markt ist das Severinsviertel heute einer der beliebtesten und lebendigsten Plätze der einheimischen Kölner Karnevalisten, denn hier beginnt der Kölner Rosenmontagszug.

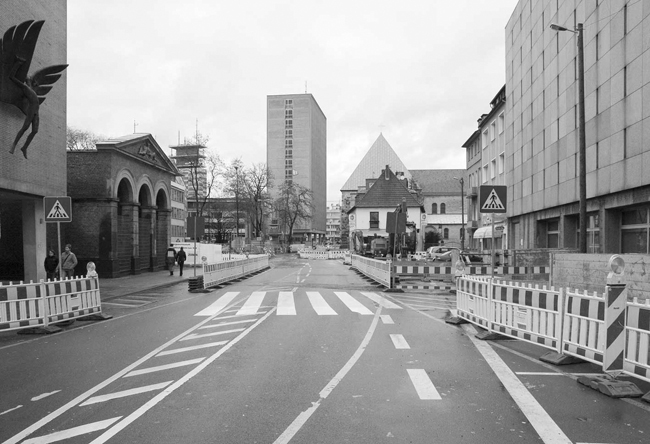
Severinstraße 222–228 – Baustellenvorbereitung für die Nord-Süd-Stadtbahn: links Friedrich-Wilhelm-Gymnasium und dahinter Alte Wache, rechts das noch erhaltene Stadtarchiv. Hinten Mitte das Verwaltungs-Hochhaus des alten Polizeipräsidiums, das 2011 abgerissen wurde (Februar 2005)

Auf dem Gelände des ab 1945 niedergelegten Karmeliterklosters entstand zwischen 1955 und 1957 von Ernst Nolte der Neubau des Friedrich-Wilhelm-Gymnasiums (Nr. 241). Das benachbarte ehemalige Polizeipräsidium der Kölner Polizei, auf dem Waidmarkt gelegen, eröffnete im November 1956 mit Verzögerung, da bei Ausschachtungen zwischen September 1953 und April 1955 Töpfereifunde auszugraben waren. Es besaß 13 oberirdische und zwei unterirdische Geschosse bei einer Höhe von 51 Metern und wurde ab Juni 2011 niedergelegt. Bedingt durch Asbestverseuchung und Platzmangel im alten Präsidium war die Polizei bereits ein Jahrzehnt vorher in das im August 2001 fertiggestellte neue Polizeipräsidium im Stadtteil Kalk umgezogen.
Der U-Bahnhof Severinstraße eröffnete am 9. November 1959 und führt die Stadtbahnlinien 3 und 4 unter der Straße hindurch über die Severinsbrücke; an dieser Stelle überbrückt die Severinstraße den Zubringer. In Nr. 81 war zwischen dem 24. September 1920 und 1976 das „Rhenania-Kino“ beheimatet. Trude Herr eröffnete hierin am 9. September 1977 ihr Volkstheater „Theater im Vringsveedel“, das am 27. Februar 1986 schloss. Seit Oktober 1987 führt hier das „Odeon“ wieder Kinofilme vor.
Wolfgang Niedeckens Eltern betrieben bis 1979 in Nr. 1 das „Butter-Eier-Käse“-Geschäft „Jos. Niedecken, Lebensmittel und Feinkost“. Über dem Ladeneingang des 1895 gebauten Hauses ist eine Heiligenfigur des St. Severin angebracht. Die benachbarte Nr. 3 gehörte Jean Löring. Der Bau des Historischen Archivs begann ab 1969 in Nr. 222–228 durch Architekt Fritz Haferkamp, es wurde am 26. Juni 1971 bezogen. Seit September 1980 findet jährlich auf der Severinstraße das Straßenfest Dä längste Desch vun Kölle (der längste Tisch von Köln) statt, das mit rund 800.000 Besuchern eines der besucherstärksten Straßenfeste in Deutschland ist. 1987 erfolgte die Einweihung des von Bonifatius Stirnberg modellierten Karl-Berbuer-Brunnens.
Unterhalb der Severinstraße begannen im Januar 2004 die Bauarbeiten für die Nord-Süd-Stadtbahn, die hier die U-Bahnhöfe Severinstraße und Kartäuserhof seit Dezember 2015 bedient. In eine Schieflage geriet durch den U-Bahn-Bau der Kirchturm von St. Johann Baptist, als er sich am 29. September 2004 um 77 cm in Westrichtung neigte. Das Historische Archiv stürzte am 3. März 2009 durch die Bauarbeiten am U-Bahn-Tunnel sogar vollständig ein. Der Einsturz beschädigte auch den Portikus der Alten Wache, die am 9. März 2009 aus Sicherheitsgründen abgetragen wurde. Am 2. Juni 2009 entstand unter dem Namen „Zum alten Brauhaus“ ein Reissdorf-Gasthaus an der alten Braustätte in Nr. 51. Das ebenfalls beschädigte Friedrich-Wilhelm-Gymnasium konnte im August 2012 wieder einziehen.

## Lage
Die in Nord-Süd-Richtung verlaufende Severinstraße beginnt an der Severinstorburg und endet an der nördlichen Verlängerung Waidmarkt, ihre südliche Verlängerung ist die Bonner Straße. In die Severinstraße münden die Nebenstraßen An St. Magedalenen/Severinskloster, Kartäuserhof/Hirschgäßchen, Jakobstraße/Achtergäßchen, Josephstraße/Rosenstraße, Im Dau/Landsbergstraße, Karl-Berbuer-Platz/An St. Katharinen, Spielmannsgasse und Kleine Spitzengasse/Löwengasse. Die Severinstraße überquert die in Ost-West-Richtung verlaufende Bundesstraße 55, die über die Severinsbrücke führt.